# Артур, Закари
Зака́ри Арту́р Герре́ра (англ. Zackary Arthur Herrera; род. 12 сентября 2006, Лос-Анджелес, Калифорния, США) — американский актёр, известный своими ролями Джейка Уилера в комедийном хоррор-сериале «Чаки» (2021) от телеканала Syfy и Сэмми Салливана в постапокалиптическом научно-фантастическом фильме «5-я волна» (2016).
За свою роль в сериале «Чаки» был номинирован на премию «Сатурн» за лучшую роль молодого актёра или актрисы в телесериале.

## Карьера
Артур дебютировал в кино качестве актёра в 2014 году, сыграв роль Зака Новака в сериале Amazon Prime Video «Очевидное» вместе с Джеффри Тэмбором в главной роли.
Свою первую главную роль в кино Закари исполнил в 2016 году, исполнив роль Сэмми Салливана в фильме «5-я волна» вместе с Хлоей Грейс Морец и Ником Робинсоном. Артур был одним из 100 детей-актёров, пробовавшихся на эту роль.
В 2016 году Артур исполнил небольшую роль в сериале от телеканала ABC «Анатомия страсти» в одном из эпизодов.
В 2017 году исполнил роль Джоша Райана в комедийном фильме ужасов «Мама и папа» вместе с Николасом Кейджем и Сельмой Блэр.

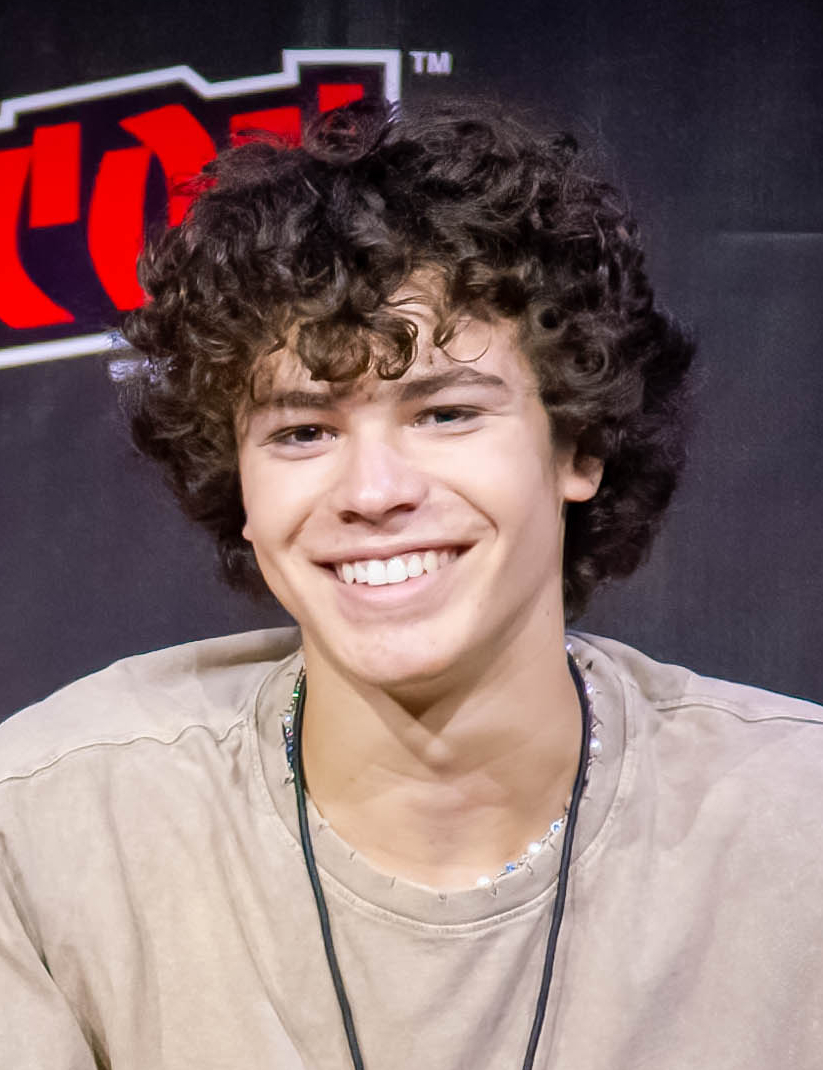
Артур в 2022 году

В 2021 году Артур исполнил главную роль Джейка Уилера в хоррор-сериале «Чаки» от телеканала Syfy вместе с Брэдом Дурифом, Аливией Элин Линд и Бьоргвином Арнарсоном. Сериал продержался в эфире 3 сезона, в каждом из которых фигурировал Артур.

## Фильмография
| Год       |     | Русское название                                 | Оригинальное название                            | Роль                  |
| --------- | --- | ------------------------------------------------ | ------------------------------------------------ | --------------------- |
| 2014      | кор | Поверь мне                                       | Trust Me                                         | маленький Нейт        |
| 2014      | кор | Пережить похороны                                | Surviving a Funeral                              | юный Бен              |
| 2014—2019 | с   | Очевидное                                        | Transparent                                      | Зак Новак             |
| 2015      | с   | Лучшие друзья навсегда                           | Best Friends Whenever                            | 9-летний Налдо        |
| 2015      | тф  | Половина всего этого                             | The Half of It                                   | Уилл                  |
| 2016      | ф   | 5-я волна                                        | The 5th Wave                                     | Сэмми Салливан        |
| 2016      | с   | Анатомия страсти                                 | Grey's Anatomy                                   | Питер Грин            |
| 2016—2017 | с   | Училки                                           | Teachers                                         | Дэвид                 |
| 2017      | ф   | Не возвращайся с луны                            | Don't Come Back from the Moon                    | Коля Смолли           |
| 2017      | ф   | Мама и папа                                      | Mom and Dad                                      | Джош Райан            |
| 2017      | с   | Рэй Донован                                      | Ray Donovan                                      | Фредди-младший        |
| 2018      | кор | Такие вещи требуют времени                       | These Things Take Time                           | Зэндер Кули           |
| 2018—2020 | с   | Шучу                                             | Kidding                                          | юный Джефф Пиччирилло |
| 2019      | с   | Всё к лучшему                                    | Better Things                                    | друг-хулиган Шака     |
| 2021      | ф   | Собака-герой: Возвращение домой                  | Hero Dog: The Journey Home                       | Макс Дэвис            |
| 2021      | ф   | Секретный агент Динглдорф и его верный пёс Сплэт | Secret Agent Dingledorf and His Trusty Dog Splat | Берни Дингледорф      |
| 2021—2024 | с   | Чаки                                             | Chucky                                           | Джейк Уилер/Чаки      |